# Podivný případ se psem
Podivný případ se psem je detektivní román britského spisovatele Marka Haddona z roku 2003, zvolený téhož roku knihou roku v rámci prestižní Whitbreadovy ceny.
Vypráví příběh o patnáctiletém autistickém chlapci Christopherovi Boonovi, který nerozumí lidským citům a nemá rád, když se jej kdokoli dotkne, ale je matematický génius a obdivovatel Sherlocka Holmese. Jednoho dne však najde za plotem zahrady psa zapíchnutého vidlemi, což jej přiměje k tomu, aby se vydal vypátrat pachatele a mimovolně vyřešil zdánlivě neřešitelnou krizi manželství svých rodičů.